# Wyrozęby-Podawce
Wyrozęby-Podawce [vɨrɔˈzɛmbɨ pɔˈdaft͡sɛ] est un village polonais de la gmina de Repki dans le powiat de Sokołów et dans la voïvodie de Mazovie, au centre-est de la Pologne.
Il est situé à environ 6 kilomètres au sud-est de Repki, 15 kilomètres au sud-est de Sokołów Podlaski et à 99 kilomètres à l'est de Varsovie.

Sa population compte environ 350 habitants.